# Религия в Турция
През 2014 год. 99,2% от турското население се определяха като мохамедани. 98,7% от населението отговориха с „да“ на въпроса за вяра в единствения Бог без някакво съмнение.
Делът на християните в Турция е 0,2%, сиреч в Турция живеят около 65.000 християни.
В Турция религията законодателно е отделена от държавата и свободата на вероизповедание е гарантирана на всеки жител на страната.
Турция е първата в света страна, в която мюсюлманската религия е отделена от държавата. Това става през 1928 г., и благодарение на реформите на Кемал Ататюрк в Конституцията е внесен светския принцип. След държавния преврат от 1980 г. е приета стратегията на турския ислямски синтез, в която власття зяпочва все повече да се опира на религиозните институции.